# FFH-Gebiet Iselbek mit Lindhorster Teich
Das FFH-Gebiet Iselbek mit Lindhorster Teich ist ein NATURA 2000-Schutzgebiet in Schleswig-Holstein im Kreis Rendsburg-Eckernförde in den Gemeinden Bornholt und Bendorf und im Kreis Steinburg in den Gemeinden Holstenniendorf und Besdorf. Das FFH-Gebiet besteht aus zwei räumlich voneinander getrennten FFH-Teilgebieten. Es liegt im Bereich der naturräumlichen Haupteinheit Heide-Itzehoer Geest (Nr. 693) die wiederum Teil der Naturräumlichen Großregion 2. Ordnung Schleswig-Holsteinische Geest ist.
Das FFH-Gebiet Iselbek mit Lindhorster Teich hat eine Fläche von 117 ha. Die größte Ausdehnung liegt in Ostwestrichtung und beträgt 6,3 km. Die höchste Erhebung mit 23 m über NN liegt im westlichen Teilgebiet Lindhorster Teich an der Lohmühle im Ortsteil Lohmühle in Bendorf. Der niedrigste Bereich liegt mit 2 m über NN im westlichen Teilgebiet kurz vor der Mündung der Iselbek in den Nord-Ostsee-Kanal in Bornholt.
Das FFH-Gebiet besteht zu mehr als drei Vierteln aus feuchtem und mesophilem Grünland und zu knapp einem Zehntel aus Binnengewässern, siehe Diagramm 1.

## FFH-Gebietsgeschichte und Naturschutzumgebung
Der NATURA 2000-Standard-Datenbogen (SDB) für dieses FFH-Gebiet wurde im Juni 2004 vom Landesamt für Landwirtschaft, Umwelt und ländliche Räume (LLUR) des Landes Schleswig-Holstein erstellt, im September 2004 als Gebiet von gemeinschaftlicher Bedeutung (GGB) vorgeschlagen, im November 2007 von der EU als GGB bestätigt und im Januar 2010 national nach § 32 Absatz 2 bis 4 BNatSchG in Verbindung mit § 23 LNatSchG als besonderes Erhaltungsgebiet (BEG) bestätigt. Der SDB wurde zuletzt im Februar 2015 aktualisiert. Der Managementplan für das FFH-Gebiete wurde im Februar 2011 veröffentlicht.
Mit der Gebietsbetreuung des FFH-Gebietes Iselbek mit Lindhorster Teich gem. § 20 LNatSchG wurde durch das LLUR noch keine Institution beauftragt.

### FFH-Teilgebiet Iselbek
Das FFH-Teilgebiet Iselbek beginnt im Westen an der Mündung der Iselbek in den Nord-Ostsee-Kanal 520 m südlich der Autobahnbrücke der Bundesautobahn A 23 über den Nord-Ostsee-Kanal im Gebiet der Gemeinde Bornholt im Kreis Rendsburg-Eckernförde.
Das Mündungsgebiet der Iselbek hat sich in den letzten 140 Jahren grundlegend verändert. Vor dem Bau des Kaiser-Wilhelm-Kanals (seit 1948 Nord-Ostsee-Kanal (NOK)) in den Jahren 1887 bis 1895 war der Name des dortigen Flusses die Mühlenau. Ihr Bett lag am Unterlauf teilweise 90 m nördlich des heutigen Verlaufes. Nach dem Bau des Nord-Ostsee-Kanals war der Mündungsbereich in den NOK nur durch eine neue Straße am Kanal mit einer kleinen Brücke über der Mühlenau verändert.
Die zweite große Veränderung an der Mühlenau erfolgte mit dem Bau der Hochbrücke Hohenhörn der neuen Bundesautobahn A 23 über den NOK. Die Brücke wurde am 20. Mai 1989 dem Verkehr übergeben. Der Bau des Anfahrdammes auf der Ostseite des NOK machten die Verlegung des Flussbettes der Mühlenau nach Süden und eine Untertunnelung des Dammes für den Fluss erforderlich.
Von der Mündung in den NOK flussaufwärts bis zum Zusammenfluss der Osterfahrbek vom Nordosten und der Iselbek vom Südosten wurde das Fließgewässer seit Jahrhunderten Mühlenau genannt. So steht es auch noch in den Messtischblättern DTK 25V aus den 1990er Jahren verzeichnet. Die aktuellen Karten des DigitalerAtlasNord (Stand Januar 2022) und die Gewässerkarte AWGV (Wasserland SH) vom Landesamt für Vermessung und Geoinformation Schleswig-Holstein bezeichnen die Mühlenau auf der gesamten Länge als Iselbek und auch der nördliche Zulauf Osterfahrbek wird jetzt Bendorfer Bach genannt.
Die Iselbek zeigt in ihrem Oberlauf (ehemals Mühlenbach) von der Mündung bis zum Gehöft am Mühlenweg 2 einen weitgehend natürlichen Verlauf in ihrem ursprünglichen Bett. Danach ist sie bis zum Beginn des FFH-Teilgebietes Lindhorster Teich mit einer mittleren Sohlbreite von 80 cm und einer Einschnitttiefe von 120 cm kanalartig künstlich ausgebaut. Es folgt ein naturnaher Verlauf bis zum Wiedereintritt in das FFH-Teilgebiet Lindhorster Teich.

### FFH-Teilgebiet Lindhorster Teich
Das FFH-Teilgebiet Lindhorster Teich besteht aus einem über einen Mönch künstlich aufgestauten Fischteich in einer natürlichen Senke. Der Teich ist mit Karpfen besetzt und wird jedes Jahr zum Abfischen abgelassen und wieder aufgestaut und neu mit Fischen besetzt. Trotz dieser fischereiwirtschaftlichen Nutzung gehört der Lindhorster Teich zu einem der wenigen in Schleswig-Holstein noch vorhandenen nährstoffarmen Stillgewässer mit Strandlings- oder Zwergbinsengesellschaften. Das Ostufer besteht aus einem Bruchwald, in dem sich als FFH-LRT ein kleines Übergangsmoor gebildet hat. Der See wird durch den Quellenbach, der aus dem auf einem Geestrücken befindlichen Forst Lindhorst kommt, gespeist.

## FFH-Erhaltungsgegenstand

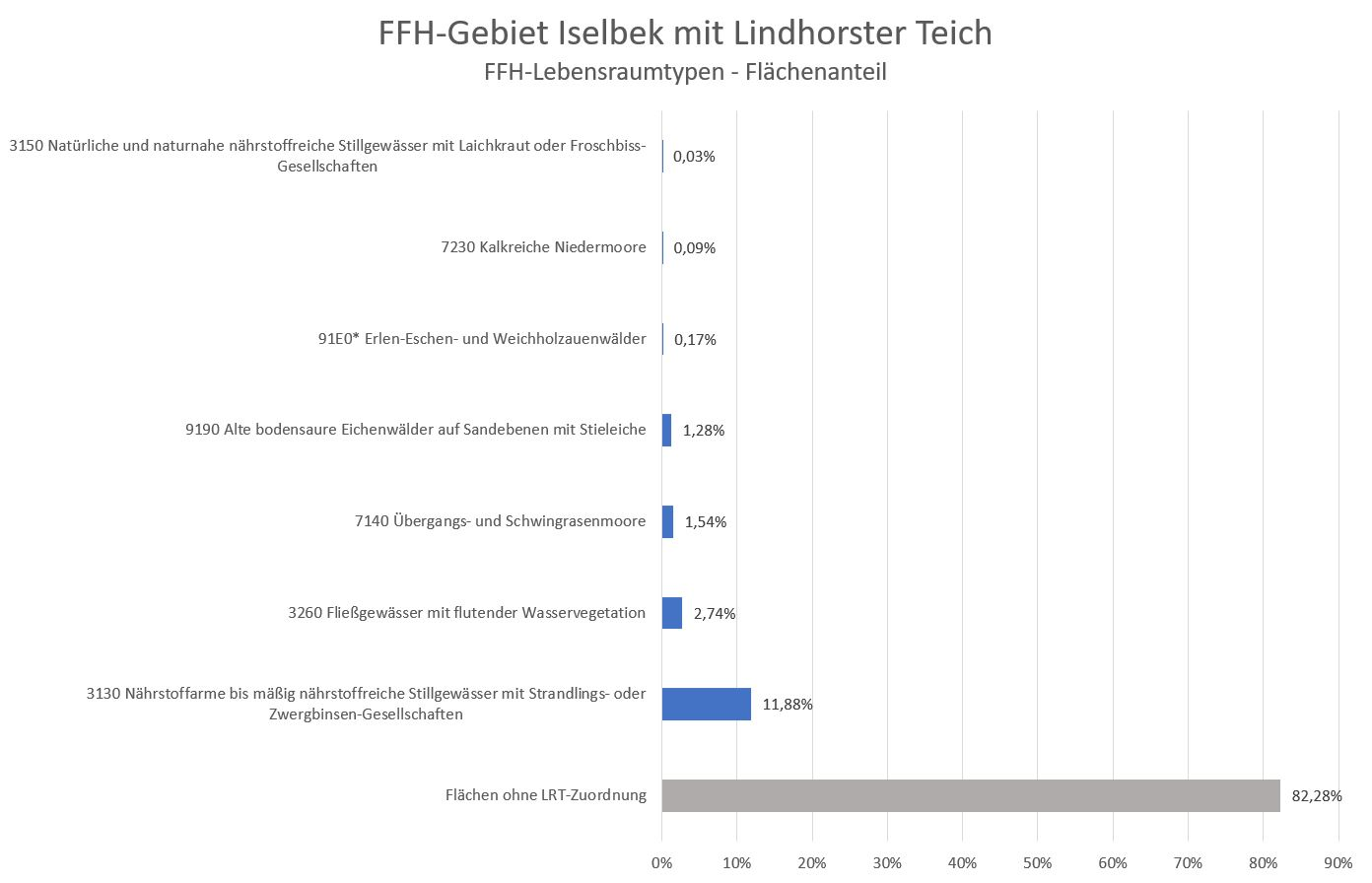
Diagramm 2: FFH-Lebensraumtypen im FFH-Gebiet

Laut Standard-Datenbogen vom März 2015 sind folgende FFH-Lebensraumtypen und Arten für das Gesamtgebiet als FFH-Erhaltungsgegenstände mit den entsprechenden Beurteilungen zum Erhaltungszustand der Umweltbehörde der Europäischen Union gemeldet worden (Gebräuchliche Kurzbezeichnung (BfN)):
FFH-Lebensraumtypen nach Anhang I der EU-Richtlinie:
- 3130 Nährstoffarme bis mäßig nährstoffreiche Stillgewässer mit Strandlings- oder Zwergbinsen-Gesellschaften (Gesamtbeurteilung C)[20]
- 3150 Natürliche und naturnahe nährstoffreiche Stillgewässer mit Laichkraut oder Froschbiss-Gesellschaften (Gesamtbeurteilung C)[21]

- 3260 Fließgewässer mit flutender Wasservegetation (Gesamtbeurteilung C)[22]
- 7140 Übergangs- und Schwingrasenmoore (Gesamtbeurteilung C)[23]
- 7230 Kalkreiche Niedermoore (Gesamtbeurteilung B)[24]
- 9190 Alte bodensaure Eichenwälder auf Sandebenen mit Stieleiche (Gesamtbeurteilung C)[25]
- 91E0* Erlen-Eschen- und Weichholzauenwälder (Gesamtbeurteilung C)[26]

Gut acht Zehntel der FFH-Gebietsfläche ist keinem Lebensraumtyp zugeordnet, siehe Diagramm 2. Gut ein Zehntel der Gebietsfläche ist vom Lebensraumtyp 3130 Nährstoffarme bis mäßig nährstoffreiche Stillgewässer mit Strandlings- oder Zwergbinsen-Gesellschaften bedeckt. Dies betrifft fast ausschließlich den Lindhorster Teich. Die restlichen FFH-Lebensraumtypen nehmen nur knapp 6 % der Gesamtgebietsfläche ein. Die Flächen ohne Lebensraumtypzuordnung bestehen zum größten Teil aus dem Biotoptyp (GI) artenarmes Intensivgrünland. Im Bereich des Dammes der Bundesautobahn A 23 ist es vorwiegend der Biotoptyp (RH) (halb-) ruderale Gras- und Staudenflur, wie er bei Renaturierungsmaßnahmen von Großbaustellen oft vorkommt.
Arten gemäß Artikel 4 der Richtlinie 2009/147/EG und Anhang II der Richtlinie 92/43/EWG und diesbezügliche Beurteilung des Gebiets:
- 1096 Bachneunauge (Gesamtbeurteilung C)[30]
- 1099 Flussneunauge (Lampetra fluviatilis) (Gesamtbeurteilung C)[31]

## FFH-Erhaltungsziele
Aus den oben aufgeführten FFH-Erhaltungsgegenständen werden als FFH-Erhaltungsziele von besonderer Bedeutung die Erhaltung folgender Lebensraumtypen und Arten im FFH-Gebiet vom Ministerium für Energiewende, Landwirtschaft, Umwelt und ländliche Räume des Landes Schleswig-Holstein erklärt:
- 3130 Nährstoffarme bis mäßig nährstoffreiche Stillgewässer mit Strandlings- oder Zwergbinsen-Gesellschaften
- 7140 Übergangs- und Schwingrasenmoore
- 7230 Kalkreiche Niedermoore
- 9190 Alte bodensaure Eichenwälder auf Sandebenen mit Stieleiche
- 91E0* Erlen-Eschen- und Weichholzauenwälder
- 1096 Bachneunauge
- 1149 Steinbeißer

Aus den oben aufgeführten FFH-Erhaltungsgegenständen werden als FFH-Erhaltungsziele von Bedeutung die Erhaltung folgender Lebensraumtypen und Arten im FFH-Gebiet vom Ministerium für Energiewende, Landwirtschaft, Umwelt und ländliche Räume des Landes Schleswig-Holstein erklärt:
- 3150 Natürliche und naturnahe nährstoffreiche Stillgewässer mit Laichkraut oder Froschbiss-Gesellschaften
- 3260 Fließgewässer mit flutender Wasservegetation
- 1099 Flussneunauge (Lampetra fluviatilis)

## FFH-Analyse und Bewertung
Das Kapitel FFH-Analyse und Bewertung im Managementplan beschäftigt sich unter anderem mit den aktuellen Gegebenheiten des FFH-Gebietes und den Hindernissen bei der Erhaltung und Weiterentwicklung der FFH-Lebensraumtypen. Die Ergebnisse fließen in den FFH-Maßnahmenkatalog ein.
Der größte FFH-LRT 3130 Nährstoffarme bis mäßig nährstoffreiche Stillgewässer mit Strandlings- oder Zwergbinsen-Gesellschaften mit hat im SDB eine gute Gesamtbewertung zugesprochen bekommen. Er kommt ausschließlich im südlichemn Teilbereich des Lindhorster Teiches vor. Der ebenfalls im SDB mit gut bewertete FFH-LRT 7230 Kalkreiche Niedermoore ist weder im Managementplan noch in den beiden LRT-Karten erwähnt.

## FFH-Maßnahmenkatalog
Der FFH-Maßnahmenkatalog im Managementplan führt neben den bereits durchgeführten Maßnahmen geplante Maßnahmen zur Erhaltung und Entwicklung der FFH-Lebensraumtypen im FFH-Gebiet an. Diese sind zudem in einer Maßnahmenkarte für den Flusslauf und einer für das Teilgebiet Lindhorster Teich kartiert. Schwerpunkt der Maßnahmen im Bereich des Flusslaufes und des Lindhorster Teiches ist die Extensivierung der Grünlandnutzung im näheren und weiteren Uferbereich zur Minimierung von Nährstoffeinträgen aus der intensiven Landwirtschaft.

## FFH-Erfolgskontrolle und Monitoring der Maßnahmen
Eine FFH-Erfolgskontrolle und Monitoring der Maßnahmen findet in Schleswig-Holstein alle 6 Jahre statt. Die Ergebnisse des letzten Monitorings wurden noch nicht veröffentlicht (Stand Januar 2022).